# Вільям Максвелл Евартс
Вільям Максвелл Евартс (англ. William Maxwell Evarts, 8 лютого 1818 — 28 лютого 1901) — американський юрист і політичний діяч.
Народився в Бостоні й був сином американського письменника Джеремаї Евартса і онуком Роджера Шермана, який підписав Декларацію незалежності США. Протягом своєї політичної кар'єри займав кілька вищих політичних постів, в тому числі посади Генерального прокурора США і Державного секретаря США. Також відповідав за збір коштів для побудови п'єдесталу статуї Свободи.